# Farad

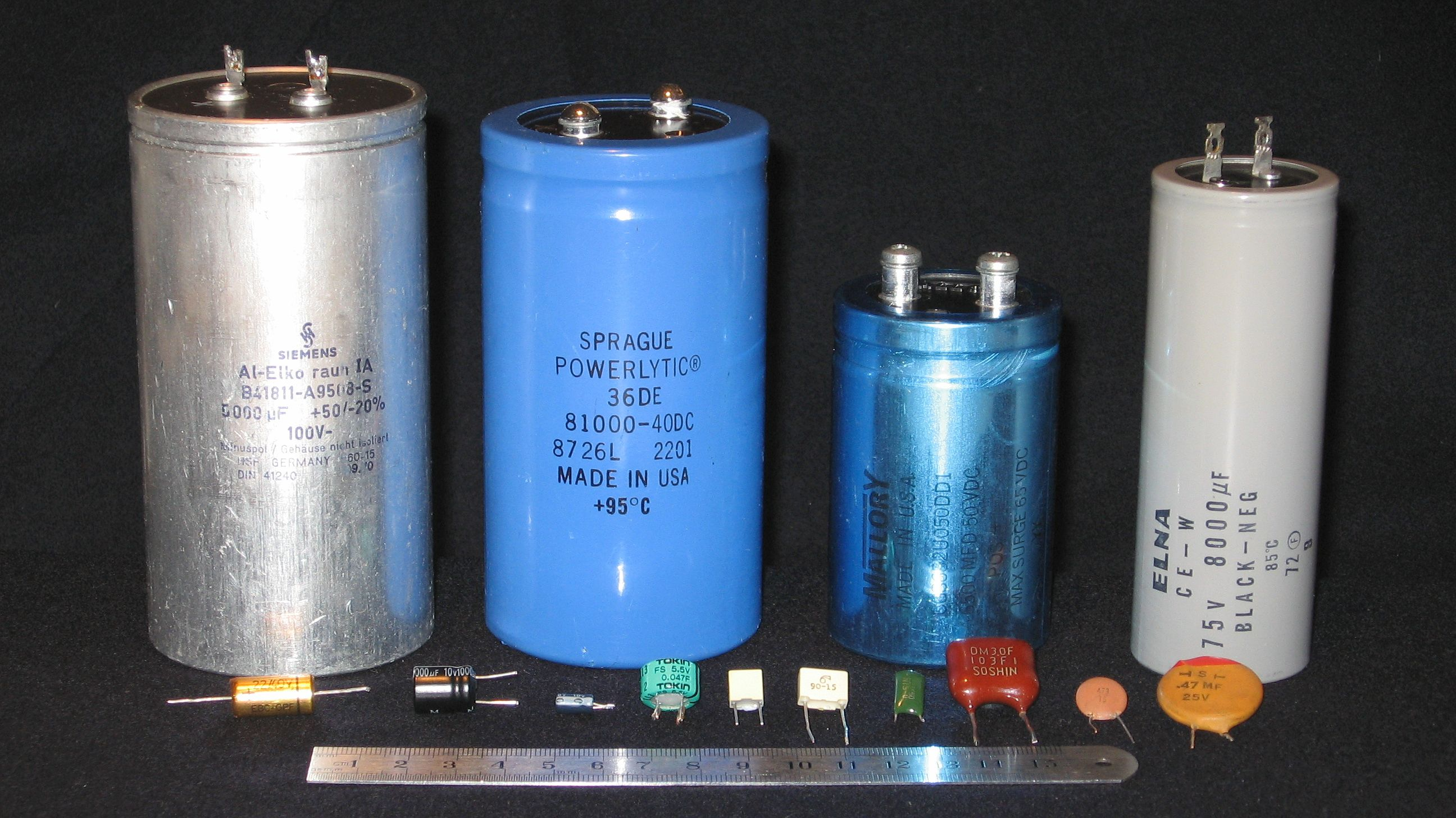
Exemple de diversos tipus de condensador

El farad és la unitat del SI per a la capacitància elèctrica. Es tracta d'una unitat derivada amb nom propi i amb un símbol particular que és la lletra majúscula F. Va rebre el seu nom en honor del físic britànic Michael Faraday, el símbol F s'ha d'escriure en majúscula, però, en canvi, el nom de la unitat ha d'anar en minúscules farad.

## Definició
El farad es defineix com la capacitància d'un dielèctric que produeix una diferència de potencial d'1 volt en el cas d'una càrrega elèctrica estàtica d'1 coulomb. En unitats del SI es pot representar com s4 · A² · m-2 · kg-1. Com l'ampere és una relació entre el flux de corrent elèctric d'un coulomb per segon, una definició alternativa del farad seria la d'un ampere-segon de càrrega a un volt. Així tenim:
{\displaystyle {\mbox{F}}={\dfrac {\mbox{C}}{\mbox{V}}}=\,\mathrm {\frac {A\cdot s}{V}} ={\dfrac {{\mbox{C}}^{2}}{\mbox{J}}}={\dfrac {{\mbox{C}}^{2}}{{\mbox{N}}\cdot {\mbox{m}}}}={\dfrac {{\mbox{s}}^{4}\cdot {\mbox{A}}^{2}}{{\mbox{m}}^{2}\cdot {\mbox{kg}}}}}

## Explicació
Com que el farad és una unitat molt gran, en comparació als requeriments habituals dels dispositius electrònics, el valor d'un condensador s'expressa sovint en microfards (μF), nanofarads (nF), o picofarads (pF). El mil·lifarad no s'acostuma a utilitzar a la pràctica, per exemple a una capacitància de 4,7−3 F s'acostuma a representar com 4700 µF. Les capacitàncies molt petites, com les utilitzades als circuits integrats s'acostumen a expressar en femtofarads, un femtofarad és igual a 1−15 F. En el cas dels supercondensadors la capacitància és de l'ordre dels quilofarads.
No s'ha de confondre el farad amb el faraday, una antiga unitat de càrrega desplaçada actualment pel coulomb.
La inversa de la capacitància s'anomena elastància, que en unitats del SI s'expressa en F-1, que de manera no estàndard de vegades rep el nom de daraf (farad escrit a la inversa).
Un condensador consisteix en dues superfícies conductores, habitualment anomenades plaques, separades per una capa aïllant, habitualment anomenada dielèctric. El primer condensador fou l'ampolla de Leyden al segle xviii. L'acumulació de càrrega entre les plaques constitueix la capacitància. Els condensadors moderns es fabriquen utilitzant una gran varietat de materials i tècniques per tal d'oferir una gran varietat de valors de capacitància. En els ginys electrònics s'utilitzen condensadors amb valors que van dels femtofarads fins al farads amb valors de voltatge entre pocs volts fins a diversos quilovolts.

## Múltiples
| Múltiple | Nom        | Símbol |       | Múltiple    | Nom | Símbol |
| -------- | ---------- | ------ | ----- | ----------- | --- | ------ |
| 100      | farad      | F      |       |             |     |        |
| 10¹      | decafarad  | daF    | 10–1  | decifarad   | dF  |        |
| 10²      | hectofarad | hF     | 10–2  | centifarad  | cF  |        |
| 103      | quilofarad | kF     | 10–3  | mil·lifarad | mF  |        |
| 10⁶      | megafarad  | MF     | 10–6  | microfarad  | µF  |        |
| 10⁹      | gigafarad  | GF     | 10–9  | nanofarad   | nF  |        |
| 1012     | terafarad  | TF     | 10–12 | picofarad   | pF  |        |
| 1015     | petafarad  | PF     | 10–15 | femtofarad  | fF  |        |
| 1018     | exafarad   | EF     | 10–18 | attofarad   | aF  |        |
| 1021     | zettafarad | ZF     | 10–21 | zeptofarad  | zF  |        |
| 1024     | yottafarad | YF     | 10–24 | yoctofarad  | yF  |        |